# 지롱드 (데파르트망)

지롱드 주의 위치

지롱드주(프랑스어: Gironde, 오크어: Gironda)는 프랑스 남서부에 있는 주로, 주도는 보르도이며 인구는 1,409,345명(2007년 기준), 면적은 10,000km2, 인구밀도는 140.9명/km2이다. 가론강과 도르도뉴강 어귀가 만나는 곳에 위치하고 있다.

## 역사
지롱드는 1790년 3월 4일 프랑스 혁명동안 만들어졌던 새로운 83개 주들중 하나이다. 프랑스의 옛 프로뱅스 가이엔느 (Guyenne)와 가스코뉴로부터 만들어졌다.
1793년에서 1795년까지 혁명당, 지롱드파와 연관을 피하기 위해 Bec-d'Ambès로 변화가 되었다.

## 인구
| 연도    | 인구      | ±% p.a. |
| ------- | --------- | ------- |
| 1801    | 502,723   | —       |
| 1806    | 522,371   | +0.77%  |
| 1821    | 522,041   | −0.00%  |
| 1831    | 554,225   | +0.60%  |
| 1841    | 568,034   | +0.25%  |
| 1851    | 614,387   | +0.79%  |
| 1861    | 667,193   | +0.83%  |
| 1872    | 705,149   | +0.50%  |
| 1881    | 748,703   | +0.67%  |
| 1891    | 793,528   | +0.58%  |
| 1901    | 821,131   | +0.34%  |
| 1911    | 829,095   | +0.10%  |
| 1921    | 819,128   | −0.12%  |
| 1931    | 852,768   | +0.40%  |
| 1936    | 850,567   | −0.05%  |
| 1946    | 858,381   | +0.09%  |
| 1954    | 896,517   | +0.54%  |
| 1962    | 935,448   | +0.53%  |
| 1968    | 1,009,390 | +1.28%  |
| 1975    | 1,061,480 | +0.72%  |
| 1982    | 1,127,546 | +0.87%  |
| 1990    | 1,213,499 | +0.92%  |
| 1999    | 1,287,532 | +0.66%  |
| 2006    | 1,393,758 | +1.14%  |
| 2016    | 1,566,679 | +1.18%  |
| source: |           |         |

## 같이 보기
- 지롱드주의 캉통